# Aleksandr Vassílievitx Aleksàndrov
Aleksandr Vassílievitx Aleksàndrov, rus: Алекса́ндр Васи́льевич Алекса́ндров (cognom real - Koptélov o Koptélev; 13 d'abril [C.J. 1 d'abril] de 1883 – 8 de juliol de 1946) fou un compositor rus i soviètic, fundador i líder del Cor de l'Exèrcit Roig. Va escriure la música de l'himne nacional soviètic, que es va convertir en l'himne nacional de Rússia, però amb una nova lletra. Durant la seva carrera professional, també va treballar com a professor del Conservatori Estatal de Moscou. El seu treball va ser reconegut amb els guardons d'Artista del Poble de l'URSS i dos Premis Stalin de primer grau (1942 i 1946).

## Biografia
Aleksandr Vassílievitx Aleksàndrov nasqué el 1883 al poble de Plàkhino, situat al sud-est de Moscou. Quan era nen, el seu cant era tan impressionant que va anar a Sant Petersburg per convertir-se en corista a la Catedral de Kazan. Alumne de Nikolai Medtner, va estudiar composició als conservatoris de Sant Petersburg amb Glazunov i Liàdov, després a Moscou amb Vassilenko, on es va convertir en professor de música el 1918 on entre d'altres alumnes tingué a Vadim Kótxetov i, després fou cap del departament de direcció de cors el 1925.
Es va especialitzar en composició per a música coral i principalment per al Conjunt Acadèmic de Cançó i Dansa de l'Exèrcit Soviètic (conegut habitualment com a Cor de l'Exèrcit Roig), que va fundar el 1928 i que va dirigir amb gran èxit a l'URSS i al món. Després de la seva mort, aquest conjunt va prendre el seu nom, i passà a anomenar-se Ansambl Aleksàndrova, rus: Анса́мбль Алекса́ндрова, literalment "El conjunt d'Aleksandr".
La seva obra consisteix en peces corals de diferents caràcters (líriques, heroiques i còmiques), en un estil senzill sempre relacionat amb cançons populars russes; tot i que també va compondre cançons polifòniques d'una escriptura delicada destinades als espectacles. També hi ha 60 cançons, 70 arranjaments de cançons populars, òperes i la seva obra mestra: l'himne nacional soviètic.
Aleksàndrov fundà el Cor de l'Exèrcit Roig i en fou el seu director durant molts anys, un càrrec que li va permetre de guanyar-se el favor de Stalin, que va liderar el país durant els últims vint anys de la vida d'Aleksàndrov. El cor van participar amb èxit a l'Exposició Universal de París (1937). El 1942, Stalin li va encarregar un nou himne de la Unió Soviètica per substituir La Internacional. Aquest himne, la lletra del qual fou escrita per Serguei Mikhalkov, fou oficialment adoptat l'1 de gener de 1944. Esdevingué l'himne nacional de Rússia el desembre del 2000, amb una nova lletra del mateix Serguei Mikhalkov.
El 1941, després de l'atac de l'Alemanya nazi contra la Unió Soviètica, Aleksandr Aleksàndrov va compondre la música de la famosa cançó Sviasxénnaia Voinà.
Va morir 8 de juliol de 1946, durant una gira a Berlín. Està enterrat al Cementiri de Novodévitxi. El seu fill, Borís Aleksàndrovitx Aleksàndrov, el va succeir en el càrrec de director de l'Ansambl Aleksàndrova